# Andrzejów (Chełm)
Pour les articles homonymes, voir Andrzejów.
Andrzejów (prononciation : [anˈdʐɛjuf]) est un village polonais de la gmina de Kamień dans le powiat de Chełm de la voïvodie de Lublin dans l'est de la Pologne, à la frontière avec l'Ukraine.
Il se situe à environ 8 kilomètres à l'est de Kamień (siège de la gmina), 16 kilomètres au sud-est de Chełm (siège du powiat) et 80 kilomètres à l'est de Lublin (capitale de la voïvodie).
Le village compte approximativement une population de 223 habitants en 2007.

## Histoire
De 1975 à 1998, le village est attaché administrativement à la voïvodie de Chełm.

Depuis 1999, il fait partie de la voïvodie de Lublin.